# Москоу (Пенсильвания)
Мо́скоу (англ. Moscow) — боро в округе Лакавонна, штат Пенсильвания, США.

## Демография
Согласно Бюро переписи населения США, по переписи 2000 года в Москоу:
- проживало 1883 жителя, из них 933 мужчины (49, 5%) и 950 женщин (50,5 %); при этом для жителей старше 18 лет на 100 женщин приходилось 90,3 мужчины
- 106 жителей (5,6 %) младше 5 лет, 1311 человек (69,6 %) трудоспособного возраста (от 18 до 64 лет), 214 жителей (11,4 %) пенсионеры (старше 64 лет)
- расовый состав:
  - белые — 1863 человека (98,9 %)
  - афроамериканцы — 6 (0,3 %)
  - азиаты — 9 (0,5 %)
  - метисы (две и более смешанные расы) — 5 (0,3 %)

- экономические показатели:

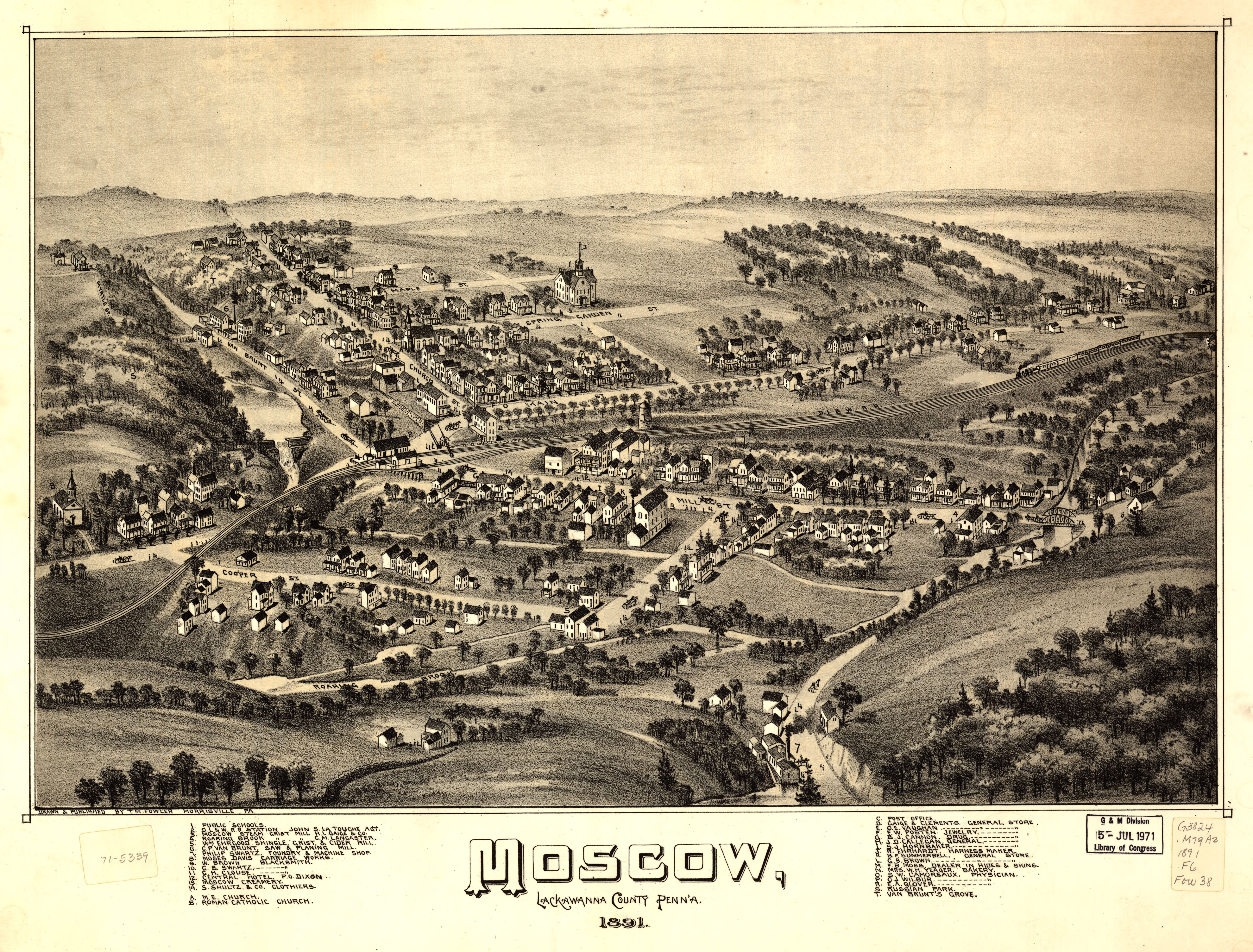
Москоу на панорамной карте 1891 года

  - средний доход на семью — $59 545 в год;
  - семей ниже прожиточного минимума — 29 (5,6 %)
  - одиноких жителей ниже прожиточного минимума — 129 (6,9 %)

- родились за пределами США — 18 жителей (1,0 %)
- дома разговаривают на не-английском языке — 72 жителя (4,0 %)